# Astacosia ornatrix
Astacosia ornatrix är en fjärilsart som beskrevs av De Toulgoët 1958. Astacosia ornatrix ingår i släktet Astacosia och familjen björnspinnare. Inga underarter finns listade i Catalogue of Life.